# Lista de membros da Royal Society eleitos em 1984
Esta é uma lista de Membros da Royal Society eleitos em 1984.

## Fellows of the Royal Society (RFS)
- John Alan Gulland[2]  (1926–1990)
- Denis Henry Desty[3]  (1923–1994)
- James Griffiths Howard[4]  (1927–1998)
- Frank Brian Mercer[5]  (1927–1998)
- Hans Ussing[6]  (1911–2000)
- Edward Raymond Andrew[7]  (1921–2001)
- Gordon Lowe (FRS)[8]  (1933–2003)
- William Parry[9]  (1934–2006)
- Pierre-Gilles de Gennes  (1932–2007)
- Sir Gareth Gwyn Roberts[10]  (1940–2007)
- George Palade  (d. 2008)
- Robert Geoffrey Edwards[11]  (1925–2013)
- Obaid Siddiqi  (1932–2013)
- Sir Michael Berridge
- Sir Tom Blundell
- Quentin Bone
- Christopher Calladine
- David Edgar Cartwright
- Sir Philip Cohen
- George Alan Martin Cross
- Sir David Evan Naunton Davies
- Richard Anthony Flavell
- Sir Brian Follett
- Roald Hoffmann
- Ernest Hondros
- John Henderson Knox
- Sir John Krebs
- Ronald Laskey
- Sir Alistair MacFarlane
- Peter Maitlis
- Matthew Meselson
- Takeshi Oka
- Charles Barry Osmond
- Sir John Pendry
- Richard Nelson Perham
- Frank Read
- Carlo Rubbia
- Ian Alexander Shanks
- Sir John Skehel
- Frank Thomas Smith
- Christopher Llewellyn Smith
- Michael James Stowell
- Keith Vickerman
- David Williams
- Michael Woolfson
- Peter John Wyllie